# Onychogomphus supinus
Onychogomphus supinus är en trollsländeart. Onychogomphus supinus ingår i släktet Onychogomphus och familjen flodtrollsländor. IUCN kategoriserar arten globalt som livskraftig.

## Underarter
Arten delas in i följande underarter:
- O. s. nigrotibialis
- O. s. supinus
- O. s. xerophilus